# Фурунджич, Желько
Желько Фурунджич (серб. Жељко Фурунџић, родился 16 декабря 1974 года) — бригадный генерал Вооружённых сил Сербии, действующий командующий Гвардией Сербии с 2024 года.

## Биография
Родился 16 декабря 1974 года в Биело-Поле. Окончил в 1997 году Военную академию, пехотный факультет. В 2010 году окончил курсы усовершенствования командно-штабного состава, в 2019 году — курсы повышения квалификации при Генеральном штабе.
С 1997 года в рядах Вооружённых сил Союзной Республики Югославии (с 2003 года Вооружённых сил Сербии и Черногории, с 2006 года Вооружённых сил Сербии). Начинал службу в качестве командира взвода военной полиции, ветеран боевых действий. Был заместителем командира роты военной полиции, позже стал командиром роты военной полиции в составе 72-й специальной бригады особого назначения. Был заместителем командира Противотеррористического батальона в составе Специальной бригады, позже — командиром этого же батальона. Занимал пост помощника командира по оперативным вопросам бригады.
Неоднократно участвовал в совместных учениях со спецподразделениями многих стран мира, в том числе России и США. Занимал должность заместителя начальника оперативного центра Объединённого оперативного командования. После восстановления 72-й бригады как бригады специальных операций — начальник штаба и заместитель командира этой бригады. С 4 апреля 2024 года — командующий Гвардией Сербии в звании полковника и адъютант Президента Республики Сербии. 13 ноября 2024 года произведён в бригадные генералы.

## Награды
Отмечен 10 наградами:
- Памятная медаль участника военного парада (2015)
- Юбилейная медаль Вооружённых сил Сербии[серб.] (2015)
- Медаль участника боевых действий на территории СРЮ (2015)
- Серебряная медаль «За заслуги» (2016)
- Медаль участника боевых действий на территории Сербии (2015)
- Памятная медаль «За усердную службу в течение 20 лет» (2017)
- Памятная медаль 20-летия защиты Отечества от агрессии НАТО[серб.] (2019)
- Медаль участника совместных тактических учений (2021)
- Серебряная медаль «За усердную службу»[серб.] (2022)
- Офицерская медаль «За выдающиеся достижения на военной службе» (2024)
- Медаль «За выдающийся вклад в систему обороны Республики Сербия» (2024)

## Воинские звания
| Подпоручик | Поручик | Капитан | Капитан 1-го класса | Майор | Подполковник | Полковник | Бригадный генерал |
| ---------- | ------- | ------- | ------------------- | ----- | ------------ | --------- | ----------------- |
|            |         |         |                     |       |              |           |                   |
| 1997       | 2000    | 2001    | 2004                | 2008  | 2012         | 2020      | 2024              |